# 中国人民大学国学院
中国人民大学国学院，是中国人民大学的下属学院，创立于2005年，现任院长为杨庆中。

## 学院构成
- 经学与子学教研室
- 国文教研室
- 国史教研室
- 国学基础教研室
- 西域历史语言研究所

## 主办学术刊物
- 《国学学刊》
- 《西域历史语言研究集刊》
- 《蒙古学问题与争论》